# Xerocrassa mesostena
Xerocrassa mesostena is een slakkensoort uit de familie van de Hygromiidae. De soort is endemisch op Kreta.
Xerocrassa mesostena werd voor het eerst wetenschappelijk beschreven als Helix mesostena door Westerlund (1879).